# عبدالسلام غازی زاده
عبدالسلام غازی زاده (زاده: ۱۳۳۷ ولسوالی غوریان، ولایت هرات) سیاست‌مدار افغانستانی و نماینده مردم هرات در دوره پانزدهم مجلس نمایندگان افغانستان است.

## زندگی‌نامه
عبدالسلام غازی زاده متولد ۱۳۳۷ از ولسوالی غوریان ولایت هرات افغانستان است. وی دارای مدرک تحصیلی از دانشکده زراعت و تحصیلات دینی در رشته فقه و تفسیر است. از وی چند اثر مانند سیمای وحدت و سنگر آرزو، شورای انقلاب به چاپ رسیده‌است.